# Thymallus yaluensis
Thymallus yaluensis — передбачуваний вид прісноводних риб, харіус родини лососевих. Це ендемік верхів’їв річки Ялу в Кореї, на кордоні з Китаєм. 

## Опис
Thymallus yaluensis — невелика рибка, максимальна зареєстрована довжина — 20 см (8 в). «Вона має найкрасивішу форму та плавники серед прісноводних риб» у Кореї. 
Існує певна плутанина щодо ідентичності T. yaluensis. Він дуже схожий за формою на арктичного харіуса T. arcticus і в основному розглядається як підвид T. a. yaluensis, хоча FishBase розглядає його як самостійний вид.  Згідно з мітохондріальною ДНК, він, однак, невіддільний від амурського харіуса T. grubii, і був запропонований як його молодший синонім.
Збентежує те, що про це також повідомлялося з дуже різних регіонів, включаючи Сибір, Альпи в Європі та північний дренаж річки Міссісіпі в Північній Америці. 